# دانيال لويس (لاعب كرة قدم)
دانيال لويس (بالإنجليزية: Daniel Lewis)‏ (18 يونيو 1982 في المملكة المتحدة - ) هو لاعب كرة قدم بريطاني في مركز حراسة المرمى. لعب مع نادي كيدرمينستر هاريرز لكرة القدم وSolihull Moors F.C. ‏ ونادي موور غرين لكرة القدم وRedditch United F.C. ‏ وStudley F.C. ‏.

## وصلات خارجية
- دانيال لويس على موقع Soccerbase.com (لاعب) (الإنجليزية)